# Резер
Резер (люкс. Réiser, фр. Roeser) — коммуна в Люксембурге, располагается в округе Люксембург. Коммуна Резер является частью кантона Эш-сюр-Альзетт. В коммуне находится одноимённый населённый пункт.
Население составляет 5031 человек (на 2008 год), в коммуне располагаются 2051 домашних хозяйств. Занимает площадь 5,29 км² (по занимаемой площади 116 место из 116 коммун). Наивысшая точка коммуны над уровнем моря составляет 253 м. (116 место из 116 коммун), наименьшая 142 м. (7 место из 116 коммун).

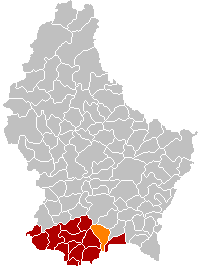
Оранжевый цвет - коммуна Резер, красный - кантон Эш-сюр-Альзетт.